# Argyrochosma lumholtzii
Argyrochosma lumholtzii är en kantbräkenväxtart som först beskrevs av William Ralph Maxon och Weath., och fick sitt nu gällande namn av Michael D. Windham. Argyrochosma lumholtzii ingår i släktet Argyrochosma och familjen Pteridaceae. Inga underarter finns listade.